# Agnarr Geirröðsson

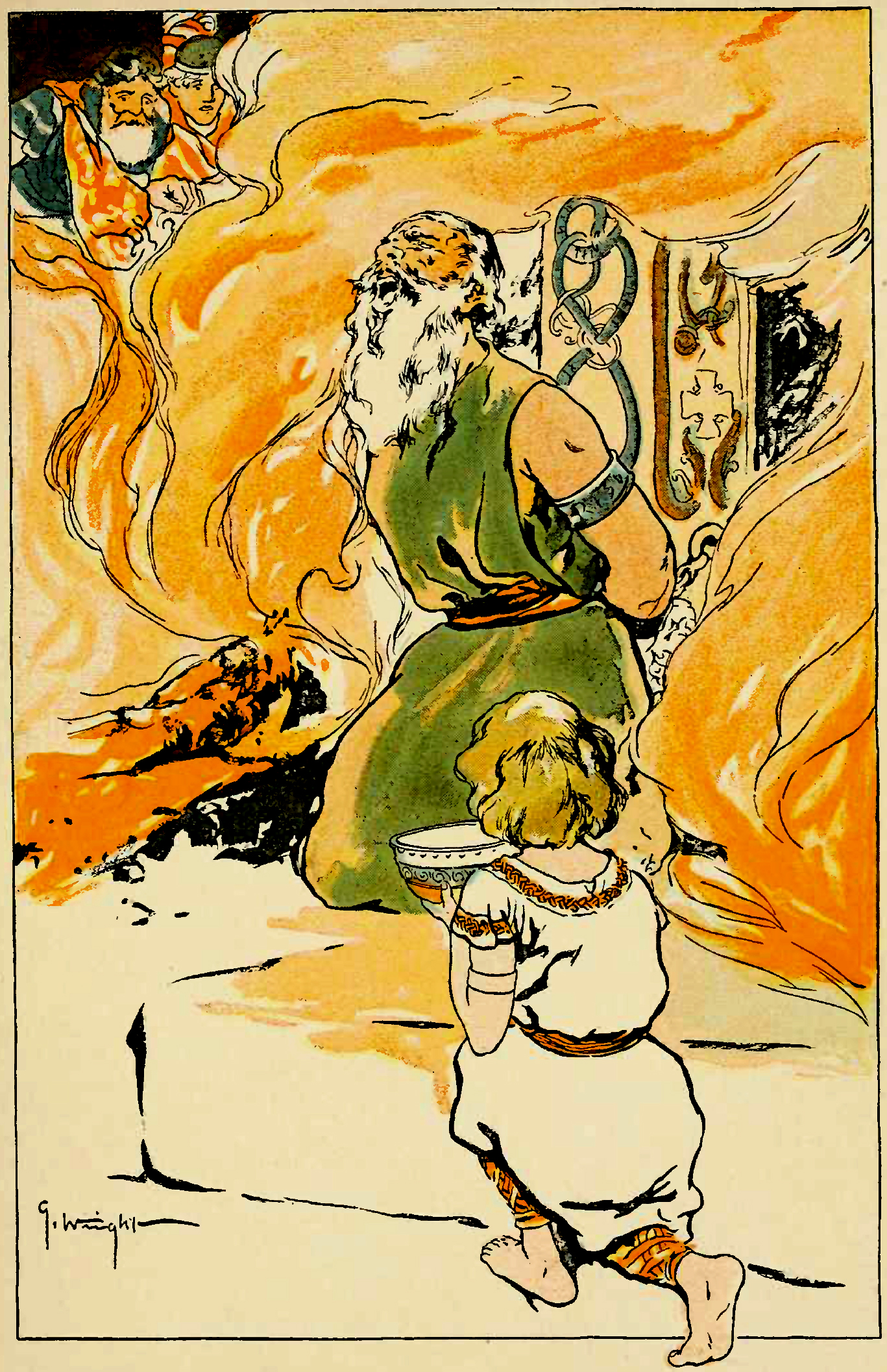
Agnarr ofreciendo a Grímnir algo para beber, de George Wright (1908).

Agnarr Geirröðsson es el hijo del rey Geirröd (nórdico antiguo:Geirröðr) en la mitología nórdica. Agnarr solo aparece mencionado en el poema Grímnismál de la Edda poética, obra compilada en el siglo XIII por el escaldo islandés Snorri Sturluson. Según el poema, Agnarr ayuda al dios Odín, disfrazado como Grímnir, a escapar de manos de Geirröðr que pretendía torturarle.